# Yauelmani
Yauelmani (Yowlumne), pleme Southern Valley Yokutsa, šire skupine Chauchila Yokuts, naseljeno nekada blizu Tejon Rancha u Kaliforniji. Imali su nekoliko sela: Tinliu, blizu Tejon Ranch House; Woilo (u Bakersfieldu), i dva sela K'ono-ilkin i Shoko (na rijeci Kern River), u kojima su živjeli s Paleuyamima. 
Prema Hodgeu, oko 50 preživjelih smješteno je na rezervat Tule River, gdje još imaju potomaka.

## Vanjske poveznice
- Yowlumne Lodge - Order of the Arrow  Arhivirana inačica izvorne stranice od 18. siječnja 2009. (Wayback Machine)